# Grutte Pier (film)
Grutte Pier is een Nederlandse bioscoopfilm uit 2022, geregisseerd door Steven de Jong, die samen met Dick van den Heuvel ook het scenario schreef. De historische Friese krijgsheer Pier Gerlofs Donia (bijnaam: Grutte Pier) wordt opgevoerd als hoofdpersoon, gespeeld door Milan van Weelden. Het is de bedoeling dat de film onderdeel wordt van een trilogie. Er wordt zowel Nederlands als Fries gesproken.
Vanwege de coronapandemie werd het uitbrengen van de film uitgesteld. Eerst zou dit gebeuren in oktober 2020, vijfhonderd jaar na het overlijden van Grutte Pier. Later dat jaar overleed acteur Bram van der Vlugt, die de rol van Gwijde van Vlaanderen vertolkt.

## Verhaal
Het leven van de Friese boer Pier krijgt een tragische wending wanneer zijn hoeve in brand wordt gezet en zijn gezin wordt vermoord. Dit is het gevolg van de turbulente politieke situatie waar Friesland op dat moment mee te kampen heeft. Pier smeedt een groot zwaard om zijn vijanden mee te bevechten en slaagt erin aanvoerder te worden van een groot Fries leger waarmee hij voor onafhankelijkheid strijdt.

## Rolverdeling
| Acteur                | Personage                       |
| --------------------- | ------------------------------- |
| Milan van Weelden     | Pier Gerlofs Donia, Grutte Pier |
| Elske DeWall          | Rintsje                         |
| Bram van der Vlugt    | Graaf Gwijde van Vlaanderen     |
| Cas Jansen            | Karel van Gelre                 |
| Syb van der Ploeg     | Lytse Thys                      |
| Leo de Jong           | Maarten van Rossum              |
| Jan Arendsz           | Greve                           |
| Lourens van den Akker | ?                               |
| Jan Willem Smit       | Jan de Vries                    |
| Nick Vorsselman       | Arumer Swarte Heap              |
| Abe-Luuk Stedehouder  | Friese soldaat                  |

## Trivia
Piers buurjongetje wordt vertolkt door Steven de Jongs destijds minder dan zes jaar oude zoontje Rens.